# Mae Young
Johnnie Mae Young (Sand Springs, 12 de marzo de 1923 - Columbia, 14 de enero de 2014), fue una luchadora profesional estadounidense. Luchó en Estados Unidos y Canadá y ganó múltiples títulos en la National Wrestling Alliance (NWA). Young es considerada una de las pioneras en la lucha libre femenina pues ayudó a incrementar la popularidad del deporte en los años 40 y durante la Segunda Guerra Mundial. En 1954, ella y Mildred Burke estuvieron entre las primeras competidoras femeninas en irse de gira por Japón tras la posguerra.
Comenzando en 1999, Young tuvo una «segunda carrera» de alto perfil en la empresa World Wrestling Federation (WWF, más tarde Entertainment/WWE). Young formó parte de un dúo cómico recurrente junto a The Fabulous Moolah, teniendo apariciones en eventos televisados de WWE. Young también es recordada por su habilidad para tomar bumps. En 2004, fue inducida en el Salón de la Fama y Museo de la Lucha Profesional como parte de su categoría «Lady Wrestler» (luchadora). El 29 de marzo de 2008, Young fue inducida en el Salón de la Fama de la WWE.
En 2017, el torneo Mae Young Classic fue introducido por WWE en su memoria.

## Carrera

### Primeros años como luchadora

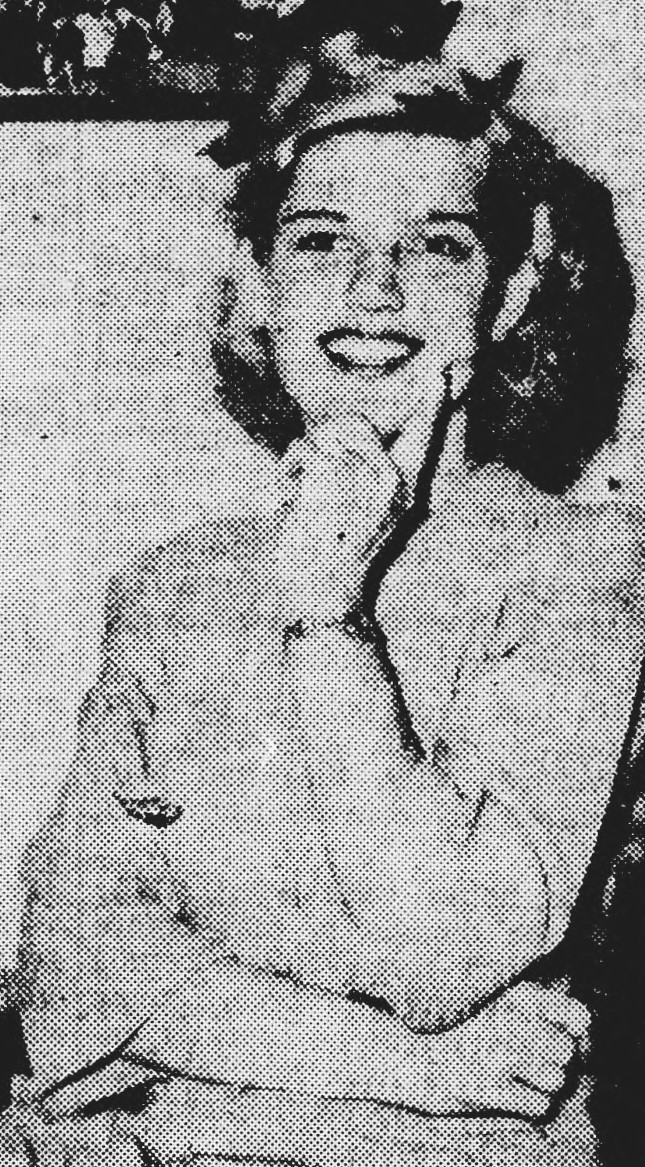
Young en 1943.

Mae Young era la hija más joven con ocho hermanos varones. Su padre los abandonó teóricamente para buscar trabajo pero jamás regresó. Desde muy joven, Mae Young fue una «tomboy», enfrentándose de igual a igual a sus hermanos. A los quince años, Mae Young se apuntó al equipo de la lucha libre amateur masculino de su escuela superior. Sus hermanos Fred, Eugen, Lawarence y Everett le ayudaron a entrar en el mundo de la lucha libre y a unirse al equipo. Young también practicó softball con el equipo del campeonato nacional en Tulsa. Mientras estaba en la escuela superior, Young acudió a Tulsa para presenciar un espectáculo de lucha libre profesional en el que iban a enfrentarse la entonces campeona Mildred Burke contra Gladys Gillem. Mae Young desafió a Burke, pero los promotores se negaron porque no creyeron que una jovencita pudiera luchar contra la campeona. Sin embargo permitieron que desafiase a la retadora, Gillem, en un combate tipo shoot. Según el relato de la propia Mae, en una entrevista en 2009: 

Cuando ellos trajeron a Mildred Burke a Tulsa para luchar contra una chica llamada Gladys 'Kill 'Em' Gillem, cogi un autobús y fue a desafiar a Mildred Burke porque ella era la campeona mundial. Billy Wolfe y Sam Avey, el promotor, me dijeron, 'tu no puedes luchar contra la campeona, no s posible.' Al día siguiente Billy Wolfe trajo a a una chica llamada Elvira Snodgrass y a Gladys 'Kill 'Em' Gillem a mi high school.

En el gimnasio, derribé a Gladys y la vencí en cuestión de segundos. Entonces me enfrenté con Elvira, y la derroté en segundos. Entonces Billy Wolfe dijo: "Bien, Yo puedo hacer una luchadora de ti".

Billy Wolfe era el promotor y entrenador de Burke y otras muchas luchadoras, así que Mae Young dejó su ciudad natal para luchar profesionalmente.
En 1941, Young, junto con Mildred Burke, llegó a Canadá por la lucha libre femenina. Allí trabajaron para Stu Hart. Mae y Mildred se encntraban luchando el 7 de diciembre de 1941 en Memphis, Tennessee, el día en que sucedió el ataque a Pearl Harbor. Durante la guerra, Young ayudó a mujeres jóvenes a implicarse más en el deporte mientras los hombres estaban en la guerra.
Luchó con los apodos de "The Queen" y "The Great Mae Young", aunque usaba siempre su nombre real. Durante los 50, luchó para la empresa de Mildred Burke's World Women's Wrestling Association (WWWA). En 1951 consiguió el Florida Women's Champion de la National Wrestling Alliance. Más tarde, en 1954, Young y Burke fueron las primeras luchadoras en hacer un tour por Japón después de la guerra. Luego, en 1956, participó en una Battle Royal para decidir la nueva propietaria del NWA World Women's Championship después de que June Byers lo perdiese, pero fue ganado por la amiga de Mae, The Fabulous Moolah. En 1968, Young se convirtió en la primera United States Women's Champion.
Como instructora, uno de sus estudiantes fue Ric "The Equalizer" Drasin, y otro de ellos The Fabulous Moolah. Posteriormente, Mae Young y Moolah llevaron juntas una escuela de lucha hasta su regreso al espectáculo de la lucha libre profesional en 1999

### World Wrestling Federation / Entertainment/ WWE
Young hizo se debut en la WWF en la edición del 9 de septiembre de  SmackDown!, acompañando a The Fabulous Moolah. Jeff Jarrett invitó a Moolah al ring y allí la golpeó con una guitarra en el cráneo; cuando Young intentó ayudar a Moolah, Jarrett le aplicó su "figure four leglock". Después de esta aparición, Young y Moolah comenzaron a aparecer regularmente en la WWF. En la edición del 27 de septiembre de Monday Night Raw Young y Moolah derrotaron a la Campeona de la WWF Ivory en un Handicapped Evening Gown Match, donde Young consiguió quitarle el vestido para ganar.
Young actuó como mánager de Moolah durante el resto de su carrera en la empresa. Estuvo en la victoria de Moolah sobre Ivory en No Mercy en octubre de 1999 por el Campeonato Femenino de la WWF. También compitieron ambas en Survivor Series con Debra y Tori contra Ivory, Jacqueline, Terri Runnels y Luna.

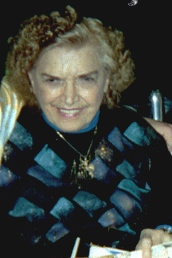
Young en 2001.

Con setenta y seis años, fue declarada "Miss Royal Rumble 2000" en Royal Rumble tras ganar el concurso de bikinis. En él, Young se quitó la parte superior, mostrando una prótesis de gomaespuma. También en 2000, Young fue envuelta en una storyline romántica con Mark Henry, del que (kayfabe) quedó embarazada. El 17 de febrero, Henry y Young fueron atacados por Holly Cousins (Hardcore & Crash), por lo que requieron la ayuda de APA (Faarooq & Bradshaw) para ayudar a ganar Henry en un handicap match entre ellos. Después de que Mae derrotase a Faarooq y Bradshaw en una partida de póker, ganó sus servicios al día siguiente, en Raw, donde se celebró un combate entre APA & Henry y Viscera & The Holly Cousins. Durante el mismo, Mae recibió un big splash de Viscera, lo que ocasionó un feudo entre Henry y él que finalizó en No Way Out 2000 con la victoria de Mark, gracias a la ayuda de Young. Poco después, entraron en un feudo con The Dudley Boyz que acabó con más específicamente Bubba Ray Dudley realizando una powerbomb a Mae sobre una mesa. Cuando Young dio a luz, sólo apareció una mano de goma.

#### Apariciones esporádicas (2003-2013)
En 2003, Young hizo una aparición en Bad Blood, donde realizó un "bronco buster" a Eric Bischoff.
En 2004, Young y The Fabulous Moolah fueron invitadas a un tour, como invitadas de honor y junto a otras superestrellas modernas, al 50 aniversario de la WWE. Ese mismo año fue incluida en el Professional Wrestling Hall of Fame. Un año más tarde ella y otras divas participaron en el film Lipstick and Dynamite, un documental sobre las luchadoras de la era de los 50. Moolah y Young aparecieron en Late Night with Conan O'Brien para promover la película.
Young reapareció en 2006 en New Year's Revolution durante el Bra and Panties Gauntlet Match, donde entró al ring e hizo un estriptis. Fue atacada por Victoria, pero Young, con ayuda de Ashley Massaro y Moolah, ganó el combate. Mae hizo una aparición en WrestleMania 22 en abril de 2006 en un segmento con Gene Snitsky, que tenía una storyline de fetichismo de pies. También apareció con Moolah, en el especial del 9 de octubre de 2006 Raw Family Reunion.
El 31 de marzo de 2007 Young y Moolah atendieron las ceremonias del WWE Hall of Fame antes de WrestleMania 23. En el evento, Mae apareció bailando en backstage con otras superesrellas del pasado y del presente. Luego,  apareció también en el Draft de 2007 el 11 de junio. El 24 de agosto en SmackDown! ganó un concurso de bikinis. También apareció en el Raw 15th Anniversary special con la familia McMahon, después del funeral de The Fabulous Moolah.
El 29 de marzo de 2008 Pat Patterson indujo a Young al WWE Hall of Fame como parte de la clase de 2008. Luego, en el episodio 800 de RAW compitió en un 16 Tag Team Diva Match, pero fue cubierta por Beth Phoenix. Apareció más tarde en Armageddon en 2008, donde tras un combate besó a The Great Khali. El 5 de abril de 2009 Young fue el árbitro del 25 Diva Battle Royal en WrestleMania XXV.
Siguiendo la tradición, Mae apareció en el episodio de RAW del 21 de diciembre de 2009 y en la edición de RAW del 15 de febrero de 2010 donde se le involucró en una history line con el Gerente Invitado Jerry Springer.
El 15 de noviembre derrotó a LayCool en el especial de la WWF al intervenir varias divas de la WWE a su favor. Después el 3 de mayo de 2011 apareció en Backstage en el cumpleaños de The Rock. Apareció el 10 de abril de 2012 en el episodio Blast from the Past de SmackDown besando a The Great Khali. En el episodio 1000 de Raw, el 23 de julio de 2012, apareció con su "hijo", una mano gigante.
El 31 de diciembre en RAW debió luchar contra Eve Torres por el Campeonato de las Divas pero finalmente no pudo competir. El 4 de marzo de 2013 en RAW Old School se celebró su cumpleaños y cuando las Superestrellas y Divas la estaban cantando fue interrumpida por CM Punk y Paul Heyman.

## Muerte
En la última semana del 2013 cayó enferma por un problema en uno de sus riñones y debido a la edad, su respiración disminuyó, por lo que fue conectada a un sistema de soporte respiratorio, entró a un hospital. Estaba planeado que apareciera en el RAW Old School del 6 de enero de 2014 pero no pudo debido a su enfermedad. El 9 de enero de 2014 fue desconectada de su sistema de soporte respiratorio, por lo que el mundo de la lucha libre rogaba por su recuperación, The Post and Courier reportó erróneamente su fallecimiento el 9 de enero de 2014.
El 14 de enero de 2014 el portal oficial WWE.com dio a conocer oficialmente la noticia de su fallecimiento a los 90 años de edad.
En su honor, WWE creó el torneo de lucha libre femenino que lleva su nombre: Mae Young Classic.

## Campeonatos y logros
- Championship Wrestling from Florida
  - NWA Florida Women's Championship (1 vez)
- National Wrestling Alliance
  - NWA United States Women's Championship (1 vez)
  - NWA Women's World Tag Team Championship (1 vez) con Ella Waldek
- World Wrestling Entertainment
  - Miss Royal Rumble (2000)
  - WWE Hall of Fame (Clase de 2008)
  - Slammy Award for Knucklehead Moment of the Year (2010)[16] Defeating LayCool at Old School Raw
- Professional Wrestling Hall of Fame
  - Clase de 2004